# Asia Rugby Championship 2019
Die Asia Rugby Championship 2019 war ein Wettbewerb für asiatische Nationalmannschaften in der Sportart Rugby Union. Es handelte sich um die 32. Ausgabe der vom Verband Asia Rugby organisierten Rugby-Union-Asienmeisterschaft. Beteiligt waren 19 Mannschaften, die in vier Divisionen gegeneinander antraten (die vierte war zusätzlich in drei Gruppen unterteilt). Hongkong gewann zum zweiten Mal den Asienmeistertitel.

## Top 3
|    | Land     | Spiele | Siege | Unent. | Ndlg. | Spiel- punkte | Diff. | Bonus- punkte | Tabellen- punkte |
| -- | -------- | ------ | ----- | ------ | ----- | ------------- | ----- | ------------- | ---------------- |
| 1. | Hongkong | 4      | 4     | 0      | 0     | 212:37        | + 175 | 4             | 20               |
| 2. | Südkorea | 4      | 2     | 0      | 2     | 103:141       | − 38  | 2             | 10               |
| 3. | Malaysia | 4      | 0     | 0      | 4     | 54:191        | − 137 | 1             | 1                |

4 Tabellenpunkte für Sieg, 2 Tabellenpunkte für Unentschieden, 1 Bonuspunkt bei vier oder mehr Versuchen, 1 Bonuspunkt bei Niederlage mit weniger als sieben Zählern Differenz.
Ergebnisse
| 18. Mai 2019 16:00 KST | Südkorea | 52 : 14        | Malaysia                                                               | Namdong-Rugby-Stadion, Incheon Schiedsrichter: Tim Baker (Hongkong) |
| 18. Mai 2019 16:00 KST | Versuche: You 24. n.erh. Jang 30. erh. MJ Lee 34. erh. JS Lee 47. erh. Na 61. n.erh. Jeong 72. erh. Jang 76. erh. JB Lee 80.+1 erh. Erhöhungen: Han (3/5) Park (3/3) | (19:7) Bericht | Versuche: Petrus 20. erh. Wong 67. erh. Erhöhungen: Abdul Rahman (2/2) | Namdong-Rugby-Stadion, Incheon Schiedsrichter: Tim Baker (Hongkong) |

| 25. Mai 2019 21:00 MST | Malaysia                                                                                               | 16 : 38         | Südkorea | Nationalstadion Bukit Jalil, Kuala Lumpur Schiedsrichter: Craig Chen (Hongkong) |
| 25. Mai 2019 21:00 MST | Versuche: Amizan 30. erh. Erhöhungen: Abdul Rahman (1/1) Straftritte: Abdul Rahman (3/3) 26., 37., 53. | (13:24) Bericht | Versuche: Cha 5. n.erh. Yang 22. n.erh. Na 34. erh. Shin 40. erh. NU Kim 58. erh. Lim 77. erh. Erhöhungen: Park (2/4) KM Kim (2/2) | Nationalstadion Bukit Jalil, Kuala Lumpur Schiedsrichter: Craig Chen (Hongkong) |

| 8. Juni 2018 16:00 KST | Südkorea                                                                 | 10 : 47         | Hongkong | Namdong-Rugby-Stadion, Incheon Schiedsrichter: Tasuku Kawahara (Japan) |
| 8. Juni 2018 16:00 KST | Versuche: Jeong 7. erh. Erhöhungen: Han (1/1) Straftritte: Han (1/1) 34. | (10:14) Bericht | Versuche: Hartley (3) 20. n.erh., 49. erh., 80. n.erh. Sayers 53. erh. Altier 59. erh. Jans 73. erh. Erhöhungen: Rosslee (4/6) Straftritte: Rosslee (3/3) 4., 16., 39. | Namdong-Rugby-Stadion, Incheon Schiedsrichter: Tasuku Kawahara (Japan) |

| 15. Juni 2019 16:00 HKT | Hongkong | 30 : 24         | Malaysia | Hong Kong Football Club Stadium, Hongkong Schiedsrichter: Tasuku Kawahara (Japan) |
| 15. Juni 2019 16:00 HKT | Versuche: Phillips 16. n.erh. Purvis 36. erh. McCullough 57. erh. Andrews 64. n.erh. Erhöhungen: Altier (1/2) Neville (1/2) Straftritte: Altier (1/1) 40.+1 Neville (1/1) 79. | (15:10) Bericht | Versuche: Saukuru (2) 8. erh., 68. erh. Vunimoku 74. erh. Erhöhungen: Abdul Rahman (3/3) Straftritte: Abdul Rahman (1/1) 26. | Hong Kong Football Club Stadium, Hongkong Schiedsrichter: Tasuku Kawahara (Japan) |

| 22. Juni 2018 20:00 MST | Malaysia | 0 : 71         | Hongkong | Nationalstadion Bukit Jalil, Kuala Lumpur Schiedsrichter: Tasuku Kawahara (Japan) |
| 22. Juni 2018 20:00 MST |          | (0:33) Bericht | Versuche: Strafversuch 6. Sayers (2) 18. erh., 65. n.erh. Spitz 24. n.erh. Post 34. erh. Altier (2) 38. erh., 51. erh. Slatem 43. n.erh. Boucaut 57. erh. Neville 69. erh. Warner 72. erh. Erhöhungen: Rosslee (7/10) | Nationalstadion Bukit Jalil, Kuala Lumpur Schiedsrichter: Tasuku Kawahara (Japan) |

| 29. Juni 2019 16:00 HKT | Hongkong | 64 : 3         | Südkorea                   | Hong Kong Football Club Stadium, Hongkong Schiedsrichter: Shūhei Kubo (Japan) |
| 29. Juni 2019 16:00 HKT | Versuche: Neville (2) 10. n.erh., 21. erh. Brien 12. erh. Axten-Burrett (2) 15. erh., 70. erh. Spitz 38. n.erh. Rosslee 44. erh. McCullough (2) 58. erh., 72. erh. Solomona 61. erh. Erhöhungen: Rosslee (4/7) Neville (3/3) | (31:3) Bericht | Straftritte: Han (1/1) 25. | Hong Kong Football Club Stadium, Hongkong Schiedsrichter: Shūhei Kubo (Japan) |

## Division 1
Halbfinale
| 29. Mai 2019 | Philippinen | 39 : 22 | Sri Lanka | Taipei Municipal Stadium, Taipeh |
| 29. Mai 2019 |             |         |           | Taipei Municipal Stadium, Taipeh |

| 29. Mai 2019 | Taiwan | 13 : 18 | Singapur | Taipei Municipal Stadium, Taipeh |
| 29. Mai 2019 |        |         |          | Taipei Municipal Stadium, Taipeh |

Spiel um Platz 3
| 2. Juni 2019 | Sri Lanka | 72 : 17 | Taiwan | Taipei Municipal Stadium, Taipeh |
| 2. Juni 2019 |           |         |        | Taipei Municipal Stadium, Taipeh |

Finale
| 2. Juni 2019 | Philippinen | 29 : 21 | Singapur | Taipei Municipal Stadium, Taipeh |
| 2. Juni 2019 |             |         |          | Taipei Municipal Stadium, Taipeh |

Taiwan steigt in die Division 2 ab.

## Division 2
Halbfinale
| 15. Mai 2019 | Vereinigte Arabische Emirate | 82 : 7 | Guam | Chalerm Phrakiat Bang Bon Stadium |
| 15. Mai 2019 |                              |        |      | Chalerm Phrakiat Bang Bon Stadium |

| 15. Mai 2019 | Thailand | 38 : 20 | Kasachstan | Chalerm Phrakiat Bang Bon Stadium, Bangkok |
| 15. Mai 2019 |          |         |            | Chalerm Phrakiat Bang Bon Stadium, Bangkok |

Spiel um Platz 3
| 18. Mai 2019 | Guam | 8 : 17 | Kasachstan | Chalerm Phrakiat Bang Bon Stadium, Bangkok |
| 18. Mai 2019 |      |        |            | Chalerm Phrakiat Bang Bon Stadium, Bangkok |

Finale
| 18. Mai 2019 | Vereinigte Arabische Emirate | 50 : 12 | Thailand | Chalerm Phrakiat Bang Bon Stadium, Bangkok |
| 18. Mai 2019 |                              |         |          | Chalerm Phrakiat Bang Bon Stadium, Bangkok |

## Division 3

### Ost- / Südasien
|    | Land       | Spiele | Siege | Unent. | Ndlg. | Spiel- punkte | Diff. | Bonus- punkte | Tabellen- punkte |
| -- | ---------- | ------ | ----- | ------ | ----- | ------------- | ----- | ------------- | ---------------- |
| 1. | VR China   | 2      | 2     | 0      | 0     | 137:27        | + 110 | 2             | 10               |
| 2. | Indien     | 2      | 1     | 0      | 1     | 59:86         | − 27  | 1             | 5                |
| 3. | Indonesien | 2      | 0     | 0      | 2     | 22:105        | − 83  | 0             | 0                |

4 Tabellenpunkte für Sieg, 2 Tabellenpunkte für Unentschieden, 1 Bonuspunkt bei vier oder mehr Versuchen, 1 Bonuspunkt bei Niederlage mit weniger als sieben Zählern Differenz.
Ergebnisse
| 23. Juni 2019 | Indonesien | 10 : 63 | VR China | Bung Karno Sports Arena, Jakarta |
| 23. Juni 2019 |            |         |          | Bung Karno Sports Arena, Jakarta |

| 26. Juni 2019 | Indien | 17 : 74 | VR China | Bung Karno Sports Arena, Jakarta |
| 26. Juni 2019 |        |         |          | Bung Karno Sports Arena, Jakarta |

| 29. Juni 2019 | Indien | 42 : 12 | Indonesien | Bung Karno Sports Arena, Jakarta |
| 29. Juni 2019 |        |         |            | Bung Karno Sports Arena, Jakarta |

### Westasien
|    | Land      | Spiele | Siege | Unent. | Ndlg. | Spiel- punkte | Diff. | Bonus- punkte | Tabellen- punkte |
| -- | --------- | ------ | ----- | ------ | ----- | ------------- | ----- | ------------- | ---------------- |
| 1. | Katar     | 2      | 2     | 0      | 0     | 90:10         | + 80  | 1             | 9                |
| 2. | Libanon   | 2      | 1     | 0      | 1     | 81:19         | + 62  | 2             | 6                |
| 3. | Jordanien | 2      | 0     | 0      | 2     | 6:148         | − 142 | 0             | 0                |

4 Tabellenpunkte für Sieg, 2 Tabellenpunkte für Unentschieden, 1 Bonuspunkt bei vier oder mehr Versuchen, 1 Bonuspunkt bei Niederlage mit weniger als sieben Zählern Differenz.
Ergebnisse
| 30. März 2019 | Katar | 77 : 0 | Jordanien | Aspire Zone, Doha |
| 30. März 2019 |       |        |           | Aspire Zone, Doha |

| 2. April 2019 | Jordanien | 6 : 71 | Libanon | Aspire Zone, Doha |
| 2. April 2019 |           |        |         | Aspire Zone, Doha |

| 5. April 2019 | Katar | 13 : 10 | Libanon | Aspire Zone, Doha |
| 5. April 2019 |       |         |         | Aspire Zone, Doha |

### Zentralasien
| 7. April 2019 | Pakistan | 44 : 13 | Usbekistan | Punjab-Stadion, Lahore |
| 7. April 2019 |          |         |            | Punjab-Stadion, Lahore |

| 10. April 2019 | Pakistan | 24 : 38 | Usbekistan | Punjab-Stadion, Lahore |
| 10. April 2019 |          |         |            | Punjab-Stadion, Lahore |

Pakistan steigt in die Division 2 auf.